# 1607 Mavis
1607 Mavis este un asteroid din centura principală, descoperit pe 3 septembrie 1950, de Ernest Johnson.